# St. Laurentius (Lendershausen)

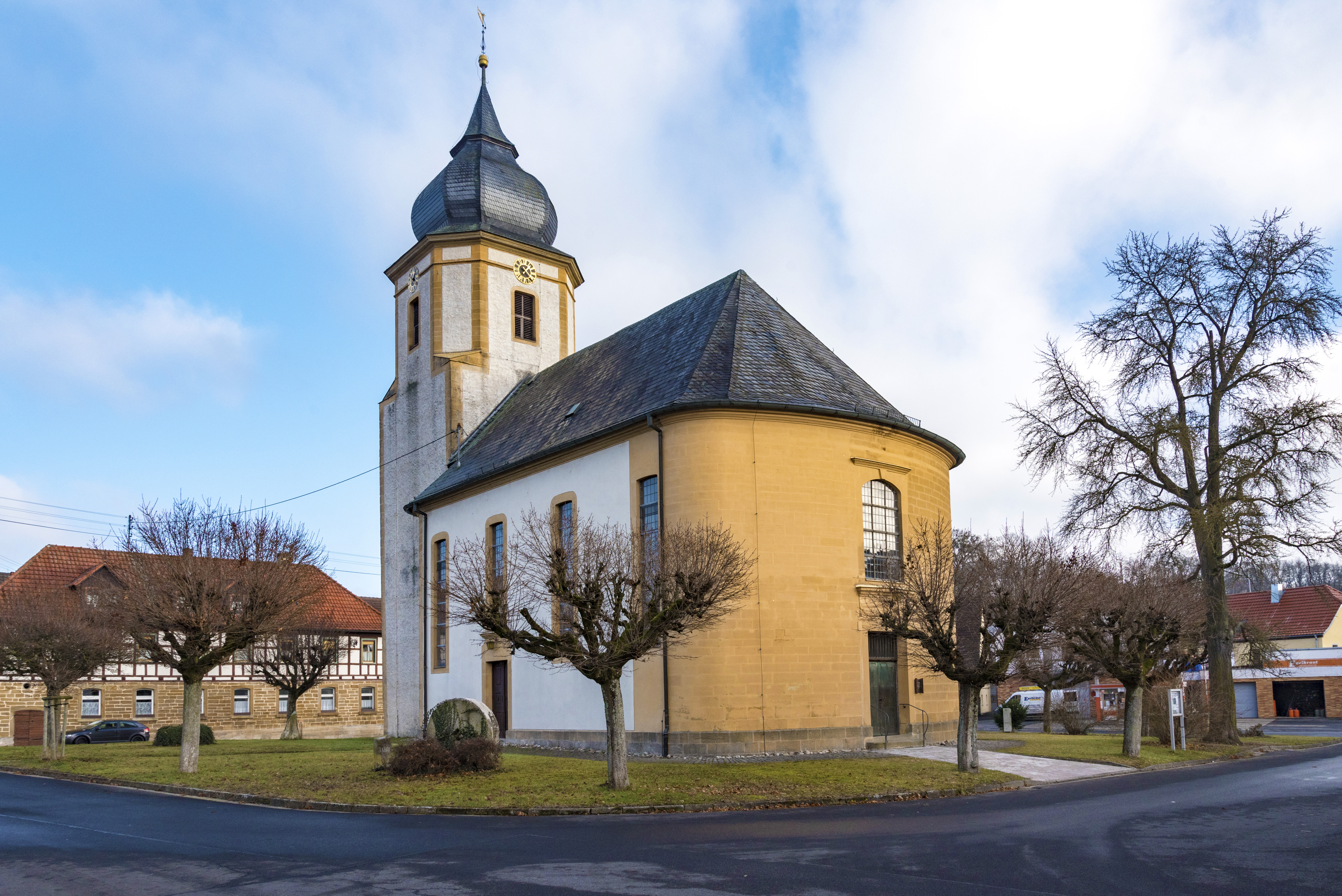
St. Laurentius (Lendershausen)

Die evangelische, denkmalgeschützte Pfarrkirche St. Laurentius steht in Lendershausen, einem Gemeindeteil der Stadt Hofheim in Unterfranken im unterfränkischen Landkreis Haßberge (Bayern). Anfang des 19. Jahrhunderts erhielt die Kirche ihr aktuelle Gestalt. Die Kirchengemeinde gehört zum Dekanat Rügheim im Kirchenkreis Bayreuth der Evangelisch-Lutherischen Kirche in Bayern.

## Beschreibung
Die unteren Geschosse des rund 32 Meter hohen Kirchturms sind gotisch. Der Chorturm wurde 1810 um ein Geschoss mit abgeschrägten Ecken aufgestockt, das die Turmuhr und den Glockenstuhl beherbergt, und mit einer schiefergedeckten Zwiebelhaube bedeckt. Das Langhaus aus drei Jochen und der Chor aus einem Joch mit polygonalem Abschluss wurden an ihn 1808 angebaut.
Die 1950 von G. F. Steinmeyer & Co. gebaute Orgel mit 14 Registern, zwei Manualen und einem Pedal ersetzte die 1742 ursprünglich für die Abtei Münsterschwarzach gebaute Orgel, von der nur noch der Prospekt erhalten ist.